# Patrick Banggaard
Patrick Banggaard (ur. 4 kwietnia 1994 w Otterup) – duński piłkarz grający na pozycji obrońcy w SønderjyskE Fodbold.

## Życiorys
Jest wychowankiem Vejle BK. W czasach juniorskich trenował także w Otterup B&IK i Fjordager IF. 9 stycznia 2013 został piłkarzem FC Midtjylland. W rozgrywkach Superligaen zadebiutował 29 kwietnia 2013 w przegranym 2:3 meczu z Aalborgiem BK. W sezonie 2014/2015 wraz z Midtjylland został mistrzem kraju. 31 stycznia 2017 odszedł do niemieckiego SV Darmstadt 98. W Bundeslidze po raz pierwszy zagrał 18 marca 2017 w przegranym 0:1 spotkaniu z VfL Wolfsburg. Od 31 stycznia do 30 czerwca 2018 przebywał na wypożyczeniu w holenderskiej Rodzie JC Kerkrade. 10 sierpnia 2018 został wypożyczony do cypryjskiego Pafos FC. 1 lipca 2019 został piłkarzem SønderjyskE Fodbold.